# Ramal Bay Ridge

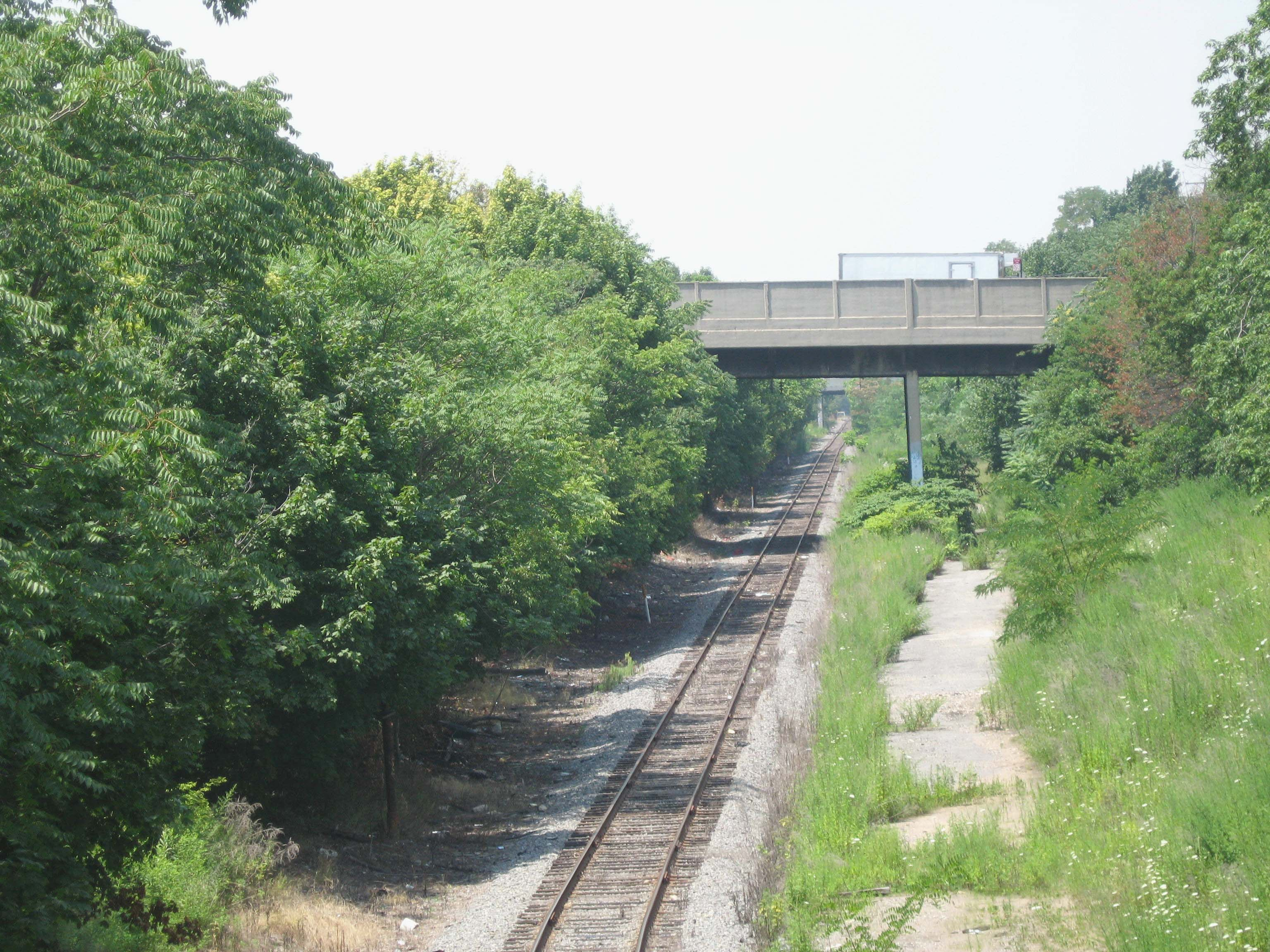
En Boro Park.

El Ramal Bay Ridge o el Bay Ridge Branch es una línea de ferrocarril propiedad del Ferrocarril de Long Island y operado por el New York and Atlantic Railway en el estado de Nueva York. Es la línea más larga de mercancías del LIRR, que conecta con el Ramal Montauk y CSX Transportation de Fremont Secondary (hacia el Puente Hell Gate) en Glendale, Nueva York con el Upper New York Bay en Bay Ridge, donde los coches flotantes del New York Cross Harbor Railroad (ahora New York New Jersey Rail, LLC) opera haciaGreenville Yard en Greenville, Nueva Jersey. Hay planes para construir el Cross-Harbor Rail Tunnel para reemplazar este servicio.